# Rovshan Bayramov
Rovshan Bayramov (Bakoe, 7 mei 1987) is een Azerbeidzjaans worstelaar. Hij won zilver op de Olympische Spelen van 2008 en 2012; in  2016 verloor Bayramov de bronzen finale. Hij werd wereldkampioen in 2011. In 1999 begon Bayramov met worstelen. Hij studeert lichamelijke opvoeding.